# Bob Moses
Robert Lawrence Moses (Nueva York, 28 de enero de 1948) es un baterista, percusionista, vibrafonista, clarinetista, compositor y director de orquesta de jazz estadounidense, hijo de Richard Moses, que ejerció de "jefe de prensa" de Charles Mingus y Max Roach.

## Historial
Sus primeros trabajos profesionales, en grupos de salsa, los realiza con el vibráfono. Después, a partir de 1964 y hasta comienzos de la década de 1980, trabajará con Roland Kirk, en los "Free Spirits" de Larry Coryel, con Gary Burton, Michael Lawrence, la Jazz Composer's Orchestra, Jack DeJohnette, Dave Liebman, Pat Metheny, Steve Kuhn y muchos más, con los que también grabará. En 1982 forma una big band, con la que graba dos discos, reduciendo después la formación a quinteto (1984). en los años 1990 trabaja, entre otros, con John Lockwood y John Medeski, además de dar clases en el Conservatorio de Nueva Inglaterra.
Como compositor y arreglista, está muy influido por Mingus y por Gil Evans.

## Discografía seleccionada[2]

### Como líder
- Bittersuite in the Ozone (1975)
- Devotion (1979, Soul Note), publicado después como Family (1980)
- When Elephants Dream of Music (1982)
- Visit with the Great Spirit (1983)
- The Story of Moses (1987)
- Love Everlasting (1987)
- Time Stood Still (1993)
- Falling From Grace (1995)
- Nishoma (2000)
- Drumming Birds (2003)
- Love Animal (2003)

### como acompañante
Con Gary Burton
- Dreams So Real (ECM, 1975)

Con Steve Kuhn
- Motility (ECM, 1977)
- Non-Fiction (ECM, 1978)
- Playground con Sheila Jordan (ECM, 1979)
- Last Year's Waltz (ECM, 1981)

Con Pat Metheny
- Bright Size Life (ECM, 1976)

Con Steve Swallow
- Home (ECM, 1979)